# Roma Pryma-Bohachevsky
Roma Pryma-Bohachevsky (en ucraniano: Рома Прийма-Богачевська    translit  Roma Pryima-Bohachevs'ka ) (1927 - 23 de mayo de 2004) fue una bailarina y coreógrafa que instruyó a miles de estudiantes en el arte del ballet y la danza ucraniana. 

## Educación
Roma Pryma nació en una familia musical en Przemyśl, una ciudad en la actual Polonia, pero pasó sus años de formación en Lviv, una ciudad en la Ucrania occidental actual.  A la edad de 5 años, su madre, Ivanna Pryma, sintiendo el talento de su hija para el movimiento, la inscribió en clases de eurítmica, así como en el estudio de la danza moderna, bajo la supervisión de M. Bronevska, discípula de Mary Wigman.  Entre los años 1939 y 44, Roma comenzó a actuar en el Teatro de Ópera y Ballet de Lviv, y después de un año y medio, pasó a formar parte del cuerpo de ballet y a realizar pequeños papeles de solista y en papeles de carácter.  Abandonando su país después de la Segunda Guerra Mundial, Roma y su madre se reasentaron en Austria en 1944, donde después de 3 años se graduó con honores de la Academia de Música y Arte Dramático de Viena y más tarde se convirtió en solista en el grupo de ballet del Teatro Nacional de Viena. 
En este punto, Roma se alejó de la carrera dedicada al ballet clásico y siguió sus raíces en con una expresión alternativa. Después de una reunión con Harald Kreutzberg en su villa en los Alpes, comenzó a centrarse en crear coreografías expresionistas . 

## Carrera
Las presentaciones incluyeron actuaciones en solitario y giras de conciertos por Europa, América del Norte y América Central. Finalmente, se dedicó a la enseñanza y la coreografía, influenciada por los métodos de Agrippina Vaganova y Martha Graham, con quienes estudió. 
Algunas de las creaciones coreográficas de Bohachevsky son "Peer Gynt", "Kvit Paporoti" y "Cinderella", que han sido bailadas a lo largo de los años por cientos de sus estudiantes. En cada campamento de verano, dio vida a un cuento de hadas, tejiendo temas tradicionales y clásicos con una puesta en escena imaginativa, coreografía y vestuario. Los campamentos de verano continuaron en junio, julio y agosto de 2014 en Soyuzivka Ukrainian Heritage Center en las montañas Shawangunk en Kerhonkson, Nueva York.
Las coreografías más impresionantes son las que ella creó específicamente para el Conjunto de Danza Ucraniano Syzokryli, compuesto por sus estudiantes más talentosos. Cada coreografía resalta la belleza del tema ucraniano desarrollado en la danza, entretejido con elementos de ballet, danza popular moderna y estilizada. Entre sus creaciones se encuentran "La batalla por la libertad", un dramático ballet que conmemora la tragedia de Chernóbil, y "Icona", una recreación histórica que celebra el milenio del cristianismo en Ucrania. Poco después de su muerte, un concierto realizado en el Lincoln Center mostró gran parte del trabajo que le había enseñado a sus estudiantes. 